# Bart Gets Famous
«Bart Gets Famous» (с англ. — «Барт стал известным») — двенадцатый эпизод пятого сезона мультсериала «Симпсоны».

## Сюжет
Барт едет на скучную экскурсию на картонную фабрику. Ему становится скучно, и он убегает с фабрики, чтобы попасть на студию 6 канала, где встречается с клоуном Красти. Красти сердится, что помощник не принёс ему пирожок, который съел Барт, и увольняет того. Барт крадёт пирожок Кент Брокмана и даёт его Красти, который в знак благодарности назначает его новым помощником. Барт разочаровывается в этой работе, потому что актёры плохо к нему относятся и ему не платят зарплату. Однако прежде, чем Барт решает уволиться, Красти предлагает ему сказать одну фразу в скетче вместо Сайдшоу Мела. Барт соглашается, но во время эфира спотыкается и ломает весь реквизит для скетча. Публика удивлённо смотрит на Барта, и он говорит: «Я нечаянно», отчего зал взрывается от хохота. Видя популярность Барта, Красти использует эту фразу и в последующих зарисовках и в итоге создаёт франшизу.
Барт и его фраза продолжают пользоваться популярностью, Красти создаёт широкий спектр товаров, показывающий превосходство Барта. Барт начинает опасаться, что он так и останется известным только из-за этой фразы, и пытается показать другие стороны своей личности на «Позднем шоу Конана О’Брайена», но безрезультатно. Барт решает прекратить свою карьеру, но Мардж убеждает его выступить, потому что он делает людей счастливыми. Барт приходит на шоу Красти и с энтузиазмом играет свой сюжет, но люди скучают и не реагируют на него. Люди больше не заинтересованы в Барте, и Красти увольняет его.
Мардж показывает Барту сувениры, которые она собирала, пока Барт был знаменитостью, чтобы потом он вспоминал об этом. Лиза говорит о том, что рада, что Барт может быть самим собой, а не одномерным персонажем. После этого Симпсоны, Барни, мистер Бёрнс, Фландерс и Нельсон говорят свою самую используемую фразу:
- Гомер — «Д’оу!»;
- Барт — «Ай, карамба!»;
- Мардж — «Хрмммммм…»;
- Мэгги сосёт соску;
- Фландерс — «Приветик!»;
- Барни рыгает;
- Нельсон — «Ха-ха»;
- мистер Бёрнс — «Превосходно!»;
- Лиза: «Если понадоблюсь, я буду в своей комнате…» (на что Гомер замечает, что эта фраза слишком длинна).

## Культурные отсылки
- В начале эпизода Барт насвистывает главную мелодию Симпсонов, после чего Мардж просит не свистеть раздражающую мелодию.
- Барт воображает себя в 2034 году в игре «Игровой матч» вместе с Билли Кристалом, Фэррой Фосетт, Лони Андерсон, Спайком Ли и головой Китти Карлайл в банке.
- Барт записывает песню «Я нечаянно» с музыкой из песни «U Can’t Touch This» MC Hammerа, её прослушивает сам MC Hammer.

## Отношение критиков и публики
В своём первоначальном американском вещании, эпизод стал 40-м, с 10,74 миллионами из 11,7 возможных по рейтингу Нильсена. Это был самый высокий рейтинг шоу на сети Fox за ту неделю.
Авторы книги «I Can’t Believe It’s a Bigger and Better Updated Unofficial Simpsons Guide» Уэрэн Мартин и Адриан Вуд написали: «И без заключительного итога, это тем не менее был один из лучших эпизодов с Бартом. Сцены на картонной фабрике великолепны, как песня Мартина и Скиннера, и ещё, Эдна и Барт, которых заставили идти на фабрику.»  Гид DVD Movie Колин Якобсон написал: «Много хороших моментов было в этой отличной программе, то как у Барта появилась слава и мимолётно кончилось, по пути встречаются несколько дурацких моментов, таких, как мысли Гомера о том, что Барт стал коробкой. Это, может быть, лучший эпизод 5 сезона Симпсонов» . Патрик Бромли из DVD Verdict дал эпизоду A— Билл Гиброн из DVD Talk дал 4 из 5..